# 965 Angelica
Angelica (asteroide 965) é um asteroide da cintura principal com um diâmetro de 53,63 quilómetros, a 2,245137 UA. Possui uma excentricidade de 0,2865039 e um período orbital de 2 038,79 dias (5,58 anos).
Angelica tem uma velocidade orbital média de 16,79063459 km/s e uma inclinação de 21,47575º.
Esse asteroide foi descoberto em 4 de Novembro de 1921 por Juan Hartmann.